# OASTH - Stadtverkehrsorganisation Thessaloniki
Die OASTH – Stadtverkehrsorganisation Thessaloniki (griechisch Οργανισμός Αστικών Συγκοινωνιών Θεσσαλονίκης, Akronym: ΟΑΣΘ OASTH) ist ein großes Verkehrsunternehmen im Nahverkehr mit Bediengebiet in Thessaloniki, der zweitgrößten Stadt von Griechenland. Sie wurde 1957 gegründet und erbringt heute ihre Verkehrsleistungen ausschließlich mit Bussen. Nach der Einstellung der Straßenbahn Thessaloniki 1957 bis zur Inbetriebnahme der Metro Thessaloniki 2024, waren Busse das einzige öffentliche Verkehrsmittel in Thessaloniki.

## Geschichte

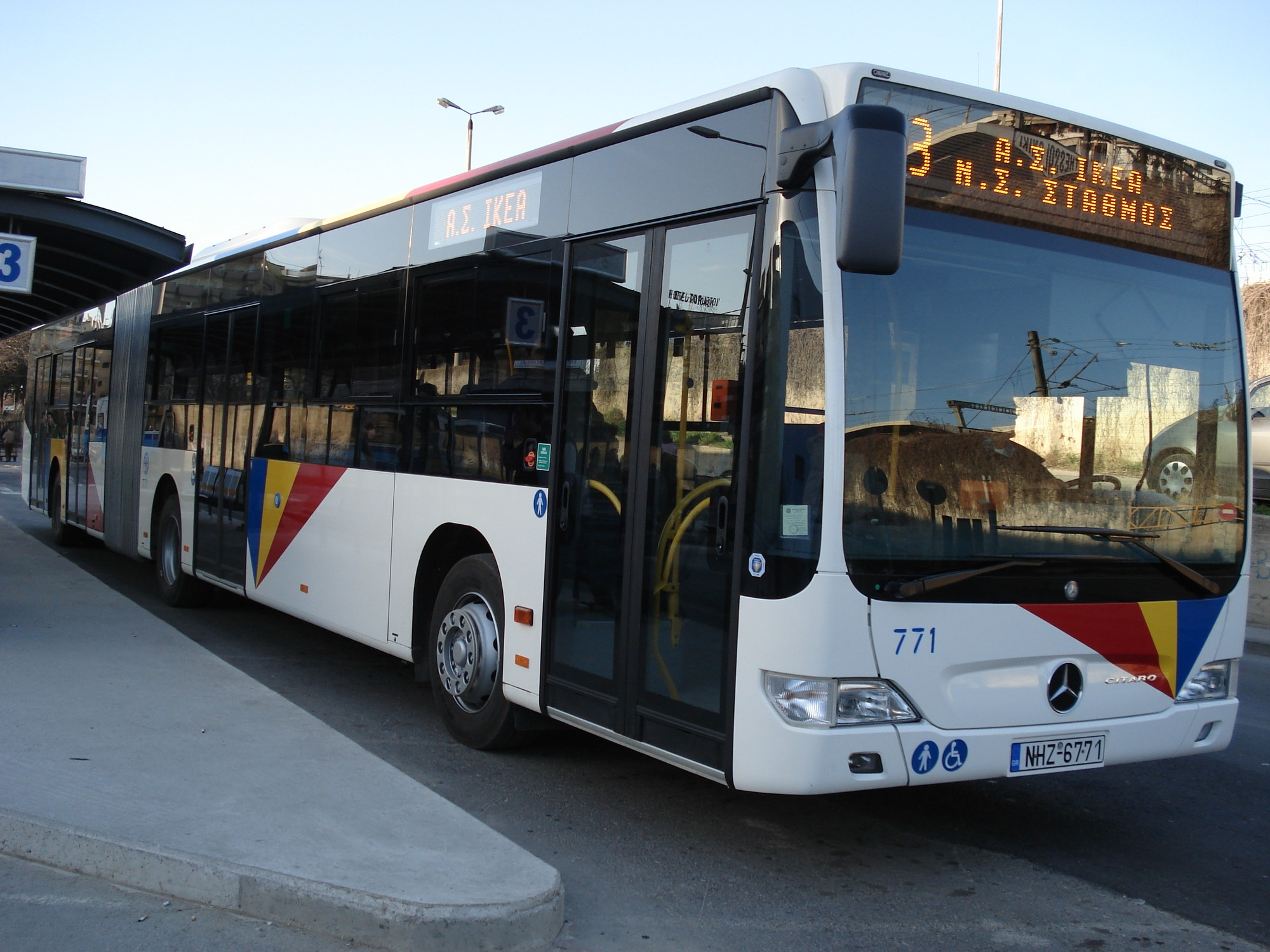
Bus der OASTH vom Typ Citaro

Die Gründung der OASTH 1957 markiert im Öffentlichen Personennahverkehr in Thessaloniki eine Zeitenwende. Sie fällt mit der Stilllegung der Straßenbahn Thessaloniki zusammen, deren Schienennetz seit 1893 – anfangs für eine Pferdestraßenbahn – aufgebaut wurde. Die OASTH wurde per Dekret des damaligen Premierministers Konstantinos Karamanlis geschaffen und hat in Thessaloniki eine Monopolstellung im Stadtverkehr inne. Bei der Gründung umfasste die Fahrzeugflotte 283 Busse mit jeweils 60 bis 80 Sitzplätzen.
Zu dieser Zeit lag auch eine Studie zum Einsatz von O-Bussen auf zwei Linien vor. Dieses Projekt wurde vom zuständigen Ministerium in Thessaloniki im Unterschied zu Athen verworfen und nicht realisiert.
1978 brachte die OASTH die ersten Gelenkbusse in Griechenland zum Einsatz. 1979 expandierte die OASTH, indem sie mehrere Routen in den Vorstädten von Thessaloniki übernahm, die vorher von der KTEL betrieben wurden. Ebenso übernahm sie die Bootslinien, die in den Sommermonaten im Einsatz waren und ersetzte sie durch neue Buslinien der OASTH.
2003 expandierte die OASTH erneut und schuf 12 neue Linien, konzipiert für die Vorstädte. 2009 wurde die Fahrzeugflotte durch 64 neue Busse vergrößert und belief sich insgesamt auf 604 Busse. Die Vereinbarung mit dem griechischen Staat hinsichtlich des Rechtes, den öffentlichen Verkehr als Monopolist anzubieten, ist noch bis zu einem Zeitpunkt von 2 Jahren nach Fertigstellung der Metro Thessaloniki und ihrer Erweiterungen gültig.
Die griechische Regierung erweiterte 2017 ihre Kontrolle über die Gesellschaft qua Gesetz, wobei als einige Gründe die schlechte Dienstleistungsqualität, Korruption und Beschwerden über die Verschwendung von öffentlichen Mitteln durch private Anteilseigner angegeben werden.

## Betriebene Linien

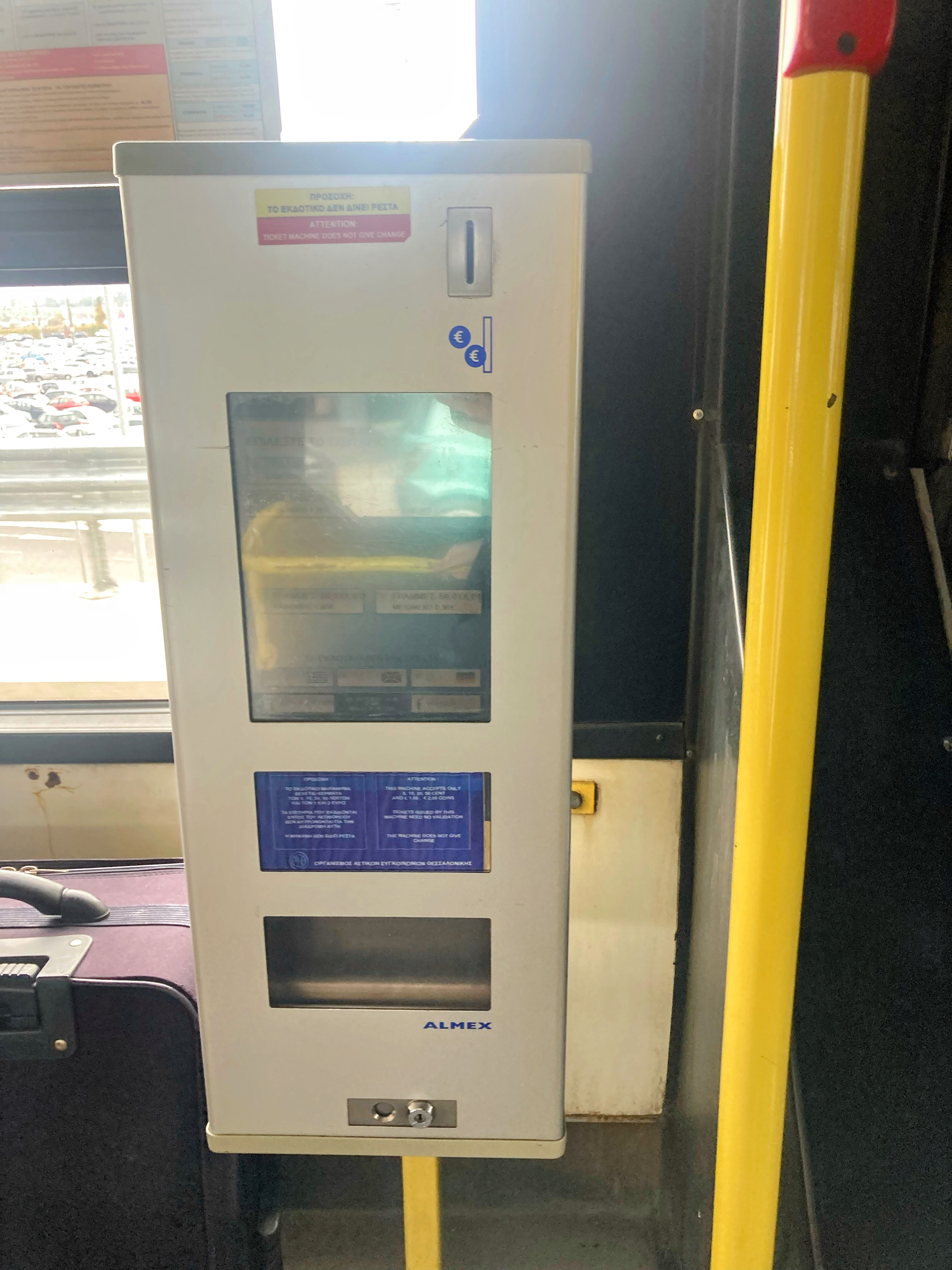
Fahrkartenautomat im Bus

Als einziger Anbieter innerhalb der Stadt Thessaloniki betreibt OASTH ein extensives Liniennetz, das sich über die ganze Stadt erstreckt. Insgesamt 75 Routen sind laufend unter Betrieb. Verschiedene Bushaltestellen in ganz Thessaloniki sind mit elektronischen Fahrplananzeigen ausgestattet, die in Echtzeit Auskunft geben über die Ankunft des jeweils nächsten Busses auf jeder Linie.

## Fahrpläne
- Die erste Abfahrt erfolgt auf den meisten Linien zwischen 5 und 6 Uhr morgens und die letzte zwischen 23 und 24 Uhr.
- Die Minibus-Linie 22 verkehrt von 6 bis 22 Uhr.
- Die Schulbus-Linien verkehren von Montag bis Freitag nur an Schultagen.
- Die Nachtlinie 78 N ist von 23 Uhr bis 5:30 Uhr in Betrieb und bedient zur Hälfte der Linie 1X und zur anderen Hälfte die der Linie 2, und zwar alle Haltestellen, obwohl die Linie 1X sonst als Express verkehrt.[6]
- Die touristische Linie 50 verkehrt von 9 bis 16 Uhr im Stundentakt.

## Fahrpreise

### Tickets
| Fahrpreise am 18. Februar 2021                         | Fahrpreise am 18. Februar 2021 | Fahrpreise am 18. Februar 2021 |
| Art des Tarifs                                         | Normaltarif                    | Reduzierter Tarif              |
| ------------------------------------------------------ | ------------------------------ | ------------------------------ |
| Ticket ohne Umsteigen                                  | 0,90 EUR                       | 0,45 EUR                       |
| Ticket mit einem Umstieg in 70 Minuten                 | 1,10 EUR                       | 0,55 EUR                       |
| Ticket mit zwei Umstiegen in 90 Minuten                | 1,30 EUR                       | 0,70 EUR                       |
| Ticket mit drei Umstiegen in 120 Minuten               | 1,80 EUR                       | 0,90 EUR                       |
| Ticket zum Flughafen und für die touristische Linie 50 | 1,80 EUR                       | 0,90 EUR                       |

## Fahrzeuge

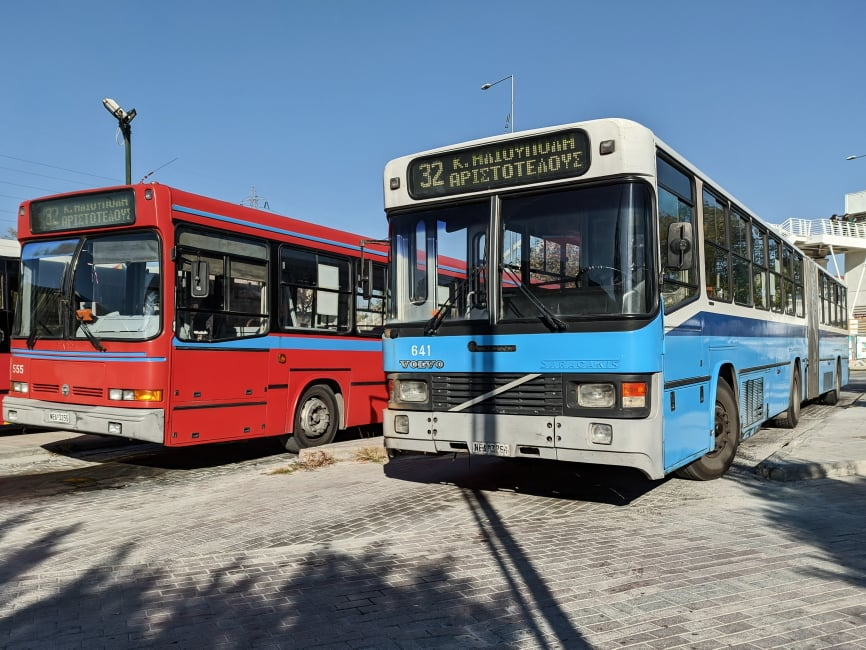
Busse der OASTH

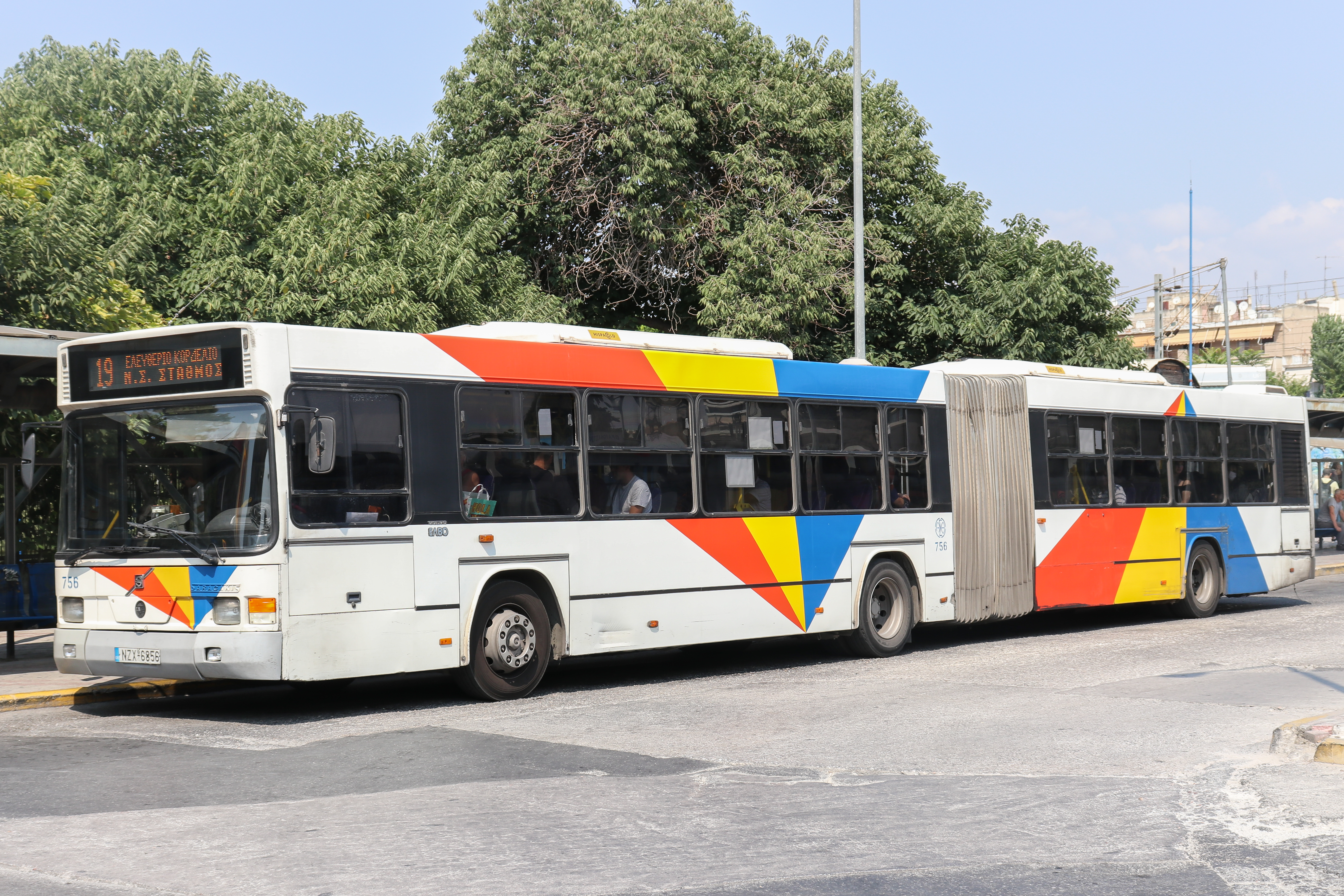
Gelenkbus Elvo C04.B7LA

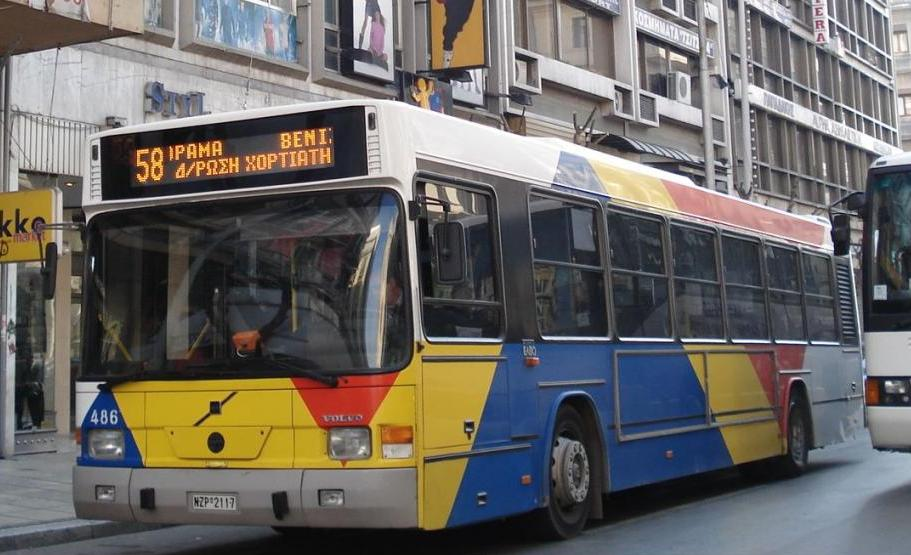
Volvo B7L Bus

Die aktuelle Fahrzeugflotte der OASTH besteht aus folgenden Bustypen:
- Sarakakis (Volvo B10M Mk) (1989–2004)
- ELVO U90 (Mercedes-Benz O405) (1991–2005)
- Sarakakis Alexandros (Volvo B10M) (1992–2007)
- Sarakakis Alexandros (Volvo B10M) (1993–2007)
- Sfakianakis Bergina (MAN SS500) (1993–2007)
- Sarakakis Alexandros (Volvo B10M) (1995–2012)
- ELVO C93.113CLL (Scania L113CLL) (1995–2011)
- Sarakakis Alexandros (Volvo B10MA) (1997–2021)
- ELVO C93.113CLL (Scania L113 CLL) (1997–2021)
- Irisbus Europolis (2003–2023)
- Saracakis Macedonia (Volvo B7RLE) (2003)
- ELVO C03.B7L (Volvo B7L) (2003)
- ELVO C04.B7LA (Volvo B7LA) (2004–2020)
- Irisbus CityClass (2004)
- Irisbus CityClass (2004)
- ELVO C04.B7LA (Volvo B7LA) (2005–2022)
- ELVO C05.B7L (Volvo B7L) (2005)
- ELVO C05.B7L (Volvo B7L) (2005)
- ELVO C04.B7LA (Volvo B7LA) (2006–2022)
- Mercedes-Benz Citaro G (2006)
- Irisbus CityClass (2007)
- ELVO C06.B9LA (Volvo B9LA) (2007)
- Mercedes-Benz Citaro (2009)
- Mercedes-Benz Sprinder C906 (2009)
- ELVO C08.B9LA (Volvo B9LA) (2010)
- ELVO C08.B9L (Volvo B9L) (2010)
- Irisbus Citelis (2010)
- Mercedes-Benz Citaro G (2011)
- Irisbus Citelis (2012)
- Mercedes-Benz Sprinder W906 (Papadakis) (2016)
- Volvo 77000A (2019–2024)
- Mercedes-Benz Citaro G Connexxion - RMV - Qbuzz (Papadakis) (2020)
- Man Lion's City G A23 Breng - Rheinbahn - Tarifverbund OSTWIND (Papadakis) (2020)
- Solaris Urbino 10 (Papadakis) (2020)
- Solaris Urbino 12 LVB (Δήμος Θεσσαλονίκης) (2020)
- Solaris Urbino 18 (Papadakis) (2020)
- Mercedes-Benz Citaro G u ov info - Qbuzz (Papadakis) (2021)
- Man Lion's City G A23 Breng - Rheinbahn (Papadakis) (2021)
- Mercedes-Benz Citaro G Qbuzz (Papadakis) (2022)
- Mercedes-Benz Citaro C2 BKK (Papadakis) (2023)
- Mercedes-Benz Citaro G C2 BKK (Papadakis) (2023)
- Yutong E12 (2024)
- Mercedes-Benz Citaro C2 BKK (Papadakis) (2024)
- Mercedes-Benz Citaro G C2 BKK (Papadakis) (2024)
- Anadolu Isuzu Citiport 12 (Papadakis) (2025)
- Temsa MD9 LE (Papadakis) (2025)
- Mercedes-Benz Sprinder W906 516CDI (Papadakis) (2025)
- Man Lion's City 18C NG330 EfficientHybrid RSVG-BBV (Papadakis) (2025)
- Mercedes-Benz Citaro G (Papadakis) (2025)
- Mercedes-Benz Citaro G (Papadakis) (2025)
- Mercedes-Benz Citaro C2 (Papadakis) (2025)
- Mercedes-Benz Citaro C2 G (Papadakis) (2025)
- Solaris Urbino III 18,75 Unibuss (Papadakis) (2025)

## Betriebshöfe
Die OASTH hat ihre Fahrzeugflotte in zwei Depots stationiert, von denen sich das eine in den westlichen Vorstädten, das andere in den östlichen befindet.

## Ab 2019
2019 scheiterte eine große Ausschreibung, die noch während der SYRIZA-Regierung für die Beschaffung von Bussen für die Stadtverkehre in Athen und Thessaloniki im Wertumfang von 461 Millionen durchgeführt wurde, weil sie rechtlich mit Erfolg angefochten wurde. Damit ist es nicht möglich, die Busse der Organisation nach spätestens 15 Jahren, wie es der Verkehrsvertrag vorsieht, durch neue zu ersetzen. Die OASTH, die wegen schlechter Servicequalität ohnehin in der Kritik steht, wird jetzt auch wegen des Alters der Busse und ihrer Leasing-Verträge mit der Industrie kritisiert. Die neue Regierung startete eine neue Ausschreibung. Außerdem erhielt die OASTH 50 Busse aus Thessalonikis Partnerstadt Leipzig. Zusätzlich wurde ein Vertrag zwischen OASTH und KTEL abgeschlossen. Danach übernahmen die KTEL ab März 2020 etwa ein Drittel der Verkehrsleistungen in Thessaloniki. Sie wollen auf 25 Linien 100 neue Busse einsetzen.